# Zbigniew Rokita
Zbigniew Rokita (ur. 4 kwietnia 1989 w Gliwicach) – polski pisarz, dziennikarz, reporter i dramatopisarz. Specjalizuje się w problematyce Europy Środkowej, Wschodniej oraz Górnego Śląska. Stały współpracownik „Tygodnika Powszechnego”. Ponadto publikował m.in. w „Polityce”, „Miesięczniku Znak”, „Dzienniku Gazecie Prawnej”. W latach 2012–2018 redaktor dwumiesięcznika „Nowa Europa Wschodnia”. Ukończył studia na Uniwersytecie Jagiellońskim w Instytucie Rosji i Europy Wschodniej. Laureat VIII edycji konkursu o Stypendium im. Leopolda Ungera (2020). 

## Kariera
W 2018 debiutował książką Królowie strzelców. Piłka w cieniu imperium. Opowiada w niej o Europie Wschodniej XX i XXI wieku przez pryzmat związków sportu (głównie piłki nożnej) z polityką. Materiały do książki zbierał m.in. w Górskim Karabachu, Abchazji, Rosji, Ukrainie, na Litwie czy Węgrzech. Książka ta została przetłumaczona na język ukraiński (tłum. Ołeksij Czupa). Została także wystawiona w Teatrze Nowym w Zabrzu (reż. Piotr Ratajczak, scen. Piotr Rowicki).
W 2020 ukazała się jego książka Kajś. Opowieść o Górnym Śląsku, za którą w 2021 otrzymał Nagrodę Literacką Nike.. Autor otrzymał nagrodę podwójnie – decyzją jury oraz czytelników. W laudacji autorstwa Tadeusza Nyczka, członka kapituły Nagrody Literackiej Nike, wybór reportażu Rokity uzasadniono: „Kajś dotyczy sprawy zupełnie fundamentalnej dla naszej historii, o której świadomość powinna być powszechna, odkrywa zatopioną Atlantydę, zatopioną pośrodku Europy”. Kajś była również nominowana m.in. do Literackiej Nagrody Europy Środkowej Angelus.
W 2023 ukazała się jego książka Odrzania. Podróż po ziemiach odzyskanych.  Określana jako włóczęgowski poemat reporterski o ziemiach przyłączonych do Polski po 1945 roku. Autor przemierza Ziemie Odzyskane opowiadając ich powojenne dzieje oraz przedstawiając współczesne dylematy tożsamościowe mieszkańców.
W 2021 roku zadebiutował także jako twórca teatralny – w Teatrze Zagłębia w Sosnowcu odbyła się prapremiera jego sztuki Nikaj w reżyserii Roberta Talarczyka. W 2023 roku w Teatrze Korez premierę miał jego spektakl Weltmajstry. W 2024 roku w Teatrze Korez odbyła się premiera monodramu, który napisał dla Barbary Lubos, Kocham Cię proszę pana. W 2025 roku współpracował dramaturgicznie przy spektaklu Tkocze w Teatrze Śląskim w reżyserii Mai Kleczewskiej.
Pisał korespondencje do polskiej prasy, m.in. z Sudanu Południowego, Namibii, Kazachstanu, Kosowa, Ukrainy, Białorusi czy Rosji.

## Życie prywatne
Jest kibicem Piasta Gliwice i Szombierek Bytom. Mieszka w Katowicach. Jego partnerką jest Barbara Lubos.

## Publikacje
- Rzeczpospolita atlantycka. Jan Nowak-Jeziorański (red.), Kolegium Europy Wschodniej, Wrocław 2014.
- Na końcu języka, Fundacja Sąsiedzi, Białystok 2015, ISBN 978-83-64505-12-6.
- Królowie strzelców. Piłka w cieniu imperium, Wydawnictwo Czarne, Wołowiec 2018, ISBN 978-83-8049-644-6.
- Kajś. Opowieść o Górnym Śląsku, Wydawnictwo Czarne, Wołowiec 2020, ISBN 978-83-8191-077-4.
- Odrzania. Podróż po ziemiach odzyskanych, Wydawnictwo Znak Litera Nova, Kraków 2023, ISBN 978-83-240-9647-3.